# NGC 6307
NGC 6307 is een balkspiraalstelsel in het sterrenbeeld Draak. Het hemelobject werd op 27 oktober 1861 ontdekt door de Duitse astronoom Heinrich Louis d'Arrest.

## Synoniemen
- UGC 10727
- MCG 10-24-99
- ZWG 299.54
- KCPG 504B
- PGC 59655